# 1993年の音楽
1993年の音楽（1993ねんのおんがく）では、1993年（平成5年）の音楽分野に関する出来事について記述する。
1992年の音楽 - 1993年の音楽 - 1994年の音楽

## 概要・できごと
- 森田童子、「ぼくたちの失敗」がヒット[注 1]。
- THE BOOMのシングル「島唄 (オリジナル・ヴァージョン)」が150万枚以上を売り上げる大ヒットを記録[注 2]。
- 日本でのCDプレーヤーの普及率 54.3% (内閣府「消費動向調査」)[1]。

### 詳細
- 2月25日 - trf（TRF）がシングル「GOING 2 DANCE/OPEN YOUR MIND」・アルバム『trf 〜THIS IS THE TRUTH〜』でデビュー[注 3]。
- CHAGE&ASKA（現：CHAGE and ASKA）が「YAH YAH YAH/夢の番人」にてオリコン史上初の同一アーティストのシングルで2作目のダブルミリオンを達成した[2]。
- 1990年のB.B.クィーンズのヒットを契機に始まったビーイングのB'z、ZARD、WANDS、T-BOLAN、DEEN、大黒摩季らがヒットを連発した（ビーイングブームの全盛期）。
- 男闘呼組がメンバー・高橋和也（当時は高橋一也）の反抗的な行いが続いていたことによるジャニーズ事務所解雇により6月30日に解散、予定されていた夏のコンサートツアーも中止となるほどの事態となる。

## 洋楽シングル
- エイス・オブ・ベイス – All That She Wants
- Aerosmith – Cryin'
- Bryan Adams, Rod Stewart & Sting – All for Love
- After 7 – Baby I'm for Real
- Atomic Swing – Smile
- Carlene Carter – Every Little Thing
- ビョーク – Human Behaviour
- Björk – Play Dead
- Björk – Venus as a Boy
- Nick Borgen – We Are All the Winners
- ブラインド・レモン - 「ノー・レイン」
- マライア・キャリー - 「ヒーロー」
- デュラン・デュラン[3] – 「オーディナリー・ワールド」
- ドクター・ドレー – 「ナッシン・バット・ア・G・サング」[4]
- アイス・キューブ – イット・ワズ・ア・グッド・デイ
- ジェイド – 「ドント・ウォーク・アウェイ」
- ジェレミー・ジョ－ダン - 「ライト・カインド・オブ・ラヴ」
- セリーヌ・ディオン - 「パワー・オブ・ラヴ」
- ノーティー・バイ・ネイチャー – 「ヒップホップ・フーレイ」[5]
- ジャネット・ジャクソン – 「それが愛というものだから」「アゲイン」
- レディオヘッド - 「クリープ」
- テイク・ザット - 「プレイ」
- ミートローフ – 「アイド・ドゥ・エニシング・フォー・ラヴ」
- ペット・ショップ・ボーイズ - 「ゴー・ウエスト」
- ホイットニー・ヒューストン – 「アイム・エヴリ・ウーマン」
- UB40 - 「好きにならずにいられない」
- レディオヘッド - 「クリープ」
- ビキニ・キル - 「レベル・ガール」
- ビティ・マクリーン - 「イット・キープス・レイニン」

## 洋楽アルバム
- ブラインド・メロン – Blind Melon
- ブラー『モダン・ライフ・イズ・ラビッシュ』
- bob hund – Bob hund
- The Breeders – Last Splash
- Cannata – Watching the world
- Mariah Carey – Music Box
- Carlene Carter – Little Love Letters
- サイプレス・ヒル – ブラック・サンディ
- Phil Collins – Both Sides
- Christopher Cross – Rendezvous
- Clawfinger – Deaf Dumb Blind
- エルヴィス・コステロ &ブロドスキー・カルテット – 『ザ・ジュリエット・レター』[6][7]
- ジャネット・ジャクソン『ジャネット』
- ニルヴァーナ『イン・ユーテロ』
- バリー・マニロウ『バリー・イン・ブリテン』
- レディオヘッド『パブロ・ハニー』[8]
- サウンドトラック 『メナスIIソサエティ』
- テイク・ザット　- 『エヴリシング・チェンジズ』

## 総合シングルランキング(日本)
- 1位から17位まで全てミリオンセラー認定シングル。

※集計期間 1992年12月7日付 - 1993年11月29日付　※オリコン集計?
- 1位 CHAGE&ASKA：「YAH YAH YAH／夢の番人」
- 2位 B'z：「愛のままにわがままに 僕は君だけを傷つけない」
- 3位 THE 虎舞竜：「ロード」
- 4位 サザンオールスターズ：「エロティカ・セブン　EROTICA SEVEN」
- 5位 B'z：「裸足の女神」
- 6位 ZARD：「負けないで」
- 7位 WANDS：「時の扉」
- 8位 松任谷由実：「真夏の夜の夢」
- 9位 ZARD：「揺れる想い」
- 10位 中山美穂&WANDS：「世界中の誰よりきっと」
- 11位 WANDS：「もっと強く抱きしめたなら」
- 12位 DEEN：「このまま君だけを奪い去りたい」
- 13位 氷室京介：「KISS ME」
- 14位 WANDS：「愛を語るより口づけをかわそう」
- 15位 class：「夏の日の1993」
- 16位 DREAMS COME TRUE：「go for it!／雨の終わる場所」
- 17位 T-BOLAN：「Bye For Now」
- 18位 小泉今日子：「優しい雨」
- 19位 工藤静香：「慟哭」
- 20位 森田童子：「ぼくたちの失敗」
- 21位 Z団：「江ノ島 Southern All Stars Golden Hits Medley」
- 22位 ZARD：「もう少し あと少し…」
- 23位 大黒摩季：「チョット」
- 24位 T-BOLAN：「おさえきれない この気持ち」
- 25位 WANDS：「恋せよ乙女」
- 26位 長渕剛：「RUN」
- 27位 井上陽水：「Make-up Shadow」
- 28位 THE BOOM：「島唄 (オリジナル・ヴァージョン)」
- 29位 藤井フミヤ：「TRUE LOVE」
- 30位 ZARD：「君がいない」
- 31位 ホイットニー・ヒューストン：「オールウェイズ・ラヴ・ユー」
- 32位 CHAGE&ASKA：「Sons and Daughters 〜それより僕が伝えたいのは」
- 33位 TUBE：「夏を待ちきれなくて」
- 34位 稲垣潤一：「クリスマスキャロルの頃には」
- 35位 T-BOLAN：「すれ違いの純情」
- 36位 とんねるず：「がじゃいも」
- 37位 T-BOLAN：「刹那さを消せやしない／傷だらけを抱きしめて」
- 38位 THE WAVES：「WE ARE THE CHAMP 〜THE NAME OF THE GAME〜」
- 39位 ZYYG,REV,ZARD&WANDS：「果てしない夢を」
- 40位 ZYYG：「君が欲しくてたまらない」
- 41位 槇原敬之：「No.1」
- 42位 大黒摩季：「別れましょう私から消えましょうあなたから」
- 43位 桑田佳祐：「真夜中のダンディー」
- 44位 USED TO BE A CHILD：「僕らが生まれた あの日のように」
- 45位 山根康広：「Get Along Together 〜愛を贈りたいから〜 (ニューバージョン)」
- 46位 TUBE：「だって夏じゃない」
- 47位 財津和夫：「サボテンの花 〜ひとつ屋根の下より〜」
- 48位 福山雅治：「MELODY」
- 49位 藤あや子：「むらさき雨情」
- 50位 DEEN：「翼を広げて」

## 総合アルバムランキング(日本)
※集計期間 1992年12月7日付 - 1993年11月29日付　※オリコン集計?
- 1位 ZARD：『揺れる想い』
- 2位 WANDS：『時の扉』
- 3位 サウンドトラック：『ボディガード』
- 4位 DREAMS COME TRUE：『The Swinging Star』
- 5位 松任谷由実：『TEARS AND REASONS』
- 6位 B'z：『FRIENDS』
- 7位 氷室京介：『Memories Of Blue』
- 8位 CHAGE&ASKA：『RED HILL』
- 9位 T-BOLAN：『HEART OF STONE』
- 10位 WANDS：『Little Bit...』
- 11位 平松愛理：『Single is Best』
- 12位 槇原敬之：『SELF PORTRAIT』
- 13位 浜田省吾：『その永遠の一秒に』
- 14位 久保田利伸：『the BADDEST II』
- 15位 大黒摩季：『DA・DA・DA』
- 16位 徳永英明：『INTRO.II』
- 17位 今井美樹：『flow into space』
- 18位 渡辺美里：『BIG WAVE』
- 19位 TUBE：『浪漫の夏』
- 20位 チェッカーズ：『THE CHECKERS』
- 21位 稲垣潤一：『ON TELEVISION』
- 22位 LINDBERG：『LINDBERG VI』
- 23位 マライア・キャリー：『MUSIC BOX』
- 24位 プリンセス・プリンセス：『BEE-BEEP』
- 25位 B'z：『RUN』
- 26位 中西圭三：『Steps』
- 27位 KOME KOME C-LOVE：『聖米夜』
- 28位 X JAPAN：『ART OF LIFE』
- 29位 浜田麻里：『Anti-Heroine』
- 30位 ZARD：『HOLD ME』
- 31位 T-BOLAN：『SO BAD』
- 32位 長渕剛：『Captain of the Ship』
- 33位 今井美樹：『Ivory II』
- 34位 福山雅治：『Calling』
- 35位 米米CLUB：『Phi』
- 36位 中山美穂：『Dramatic Songs』
- 37位 森高千里：『LUCKY 7』
- 38位 杏里：『1/2&1/2』
- 39位 エリック・クラプトン：『アンプラグド 〜アコースティック・クラプトン』
- 40位 竹内まりや：『Quiet Life』
- 41位 DREAMS COME TRUE：『LOVE GOES ON…』
- 42位 尾崎豊：『約束の日 Vol.1』
- 43位 尾崎豊：『約束の日 Vol.2』
- 44位 LINDBERG：『FLIGHT RECORDER 1989-1992 -little wing-』
- 45位 鈴木雅之：『Perfume』
- 46位 井上陽水：『UNDER THE SUN』
- 47位 髙橋真梨子：『Collection』
- 48位 WANDS：『WANDS』
- 49位 TUBE：『Say Hello』
- 50位 矢沢永吉：『HEART』

## 邦楽ビデオ
- UNICORN：『MOVIE5 UNICORN TOUR 1993 “4946”』
- SMAP：『SMAP VIDEO はじめての夏』
- UNICORN：『MOVIE5 1/2』
- 布袋寅泰：『GUITARHYTHM WILD』
- 槇原敬之：『君は僕の宝物 TOUR'92』
- 森口博子、SMAP他：『夢がMORI MORI Special Live』
- 工藤静香：『静香のコンサート'93 Rise me』

## 音楽配信 (日本)

### 音楽配信ゴールド認定シングル
| 作品名                                             | 認定月     |
| プラチナ                                           | プラチナ   |
| -------------------------------------------------- | ---------- |
| 藤井フミヤ「TRUE LOVE」                            | 2014年1月  |
| 広瀬香美「ロマンスの神様」                         | 2014年2月  |
| ZARD「負けないで」                                 | 2014年3月  |
| ゴールド                                           |            |
| B'z「愛のままにわがままに 僕は君だけを傷つけない」 | 2011年7月  |
| 工藤静香「慟哭」                                   | 2014年1月  |
| THE BOOM「島唄 (オリジナル・ヴァージョン)」        | 2014年1月  |
| UNICORN「すばらしい日々」                          | 2014年1月  |
| DREAMS COME TRUE「HAPPY HAPPY BIRTHDAY」           | 2014年12月 |
| 小泉今日子「優しい雨」                             | 2017年2月  |
| サザンオールスターズ「エロティカ・セブン」         | 2019年8月  |

### ストリーミング認定シングル
| 作品名                     | 認定月     |
| ゴールド                   | ゴールド   |
| -------------------------- | ---------- |
| 広瀬香美「ロマンスの神様」 | 2022年11月 |

## イベント
| 開催日              | タイトル                                            |
| ------------------- | --------------------------------------------------- |
| 7月25日             | MEET THE WORLD BEAT '93                             |
| 8月8日              | KIRIN SOUND TOGETHER POP HILL '93                   |
| 8月13日             | Exciting Summer in WAJIKI 1993                      |
| 8月21日             | Rock'n Roll Olympic 1993                            |
| 8月27日・28日・29日 | ローランズ 1993（1968年以来の開催）                 |
| 9月5日              | Sunset Live '93 LOVE & UNITY（初回）                |
| 9月18日・19日       | 第11回 PEACEFUL LOVE ROCK FESTIVAL 1993             |
| 9月19日             | 定禅寺ストリートジャズフェスティバル 1993           |
| 12月1日             | Act Against AIDS '93（初回）                        |
| 12月24日            | ミュージックステーションスペシャル スーパーライブ93 |
| 12月31日            | 第44回NHK紅白歌合戦                                 |

### 日本武道館公演
- 1月1日 - SMAP
- 1月2日・3日・6日・7日・8日 - プリンセス プリンセス
- 1月4日 - 嘉門達夫
- 1月10日・11日・18日・19日・21日・22日・24日・25日 - 米米CLUB
- 1月12日・13日 - LINDBERG
- 1月26日・27日 - 角松敏生
- 2月1日・2日 - 吉川晃司
- 2月3日・4日・5日 - サザンオールスターズ
- 2月8日 - ブライアン・アダムス
- 2月12日 - シカゴ
- 3月5日・6日 - THE STREET SLIDERS
- 3月8日・9日・12日・13日・15日・16日 - 長渕剛
- 3月14日 - JUN SKY WALKER(S)
- 3月30日・31日 - エクストリーム
- 4月17日 - ジェームス・ブラウン
- 4月27日・28日・5月10日・11日 - 宇都宮隆
- 5月17日・18日 - TUBE
- 5月20日・24日・25日・26日 - ボビー・ブラウン
- 5月31日 - 玉置浩二
- 6月3日・4日 - ボン・ジョヴィ
- 6月9日・10日・11日 - 松田聖子
- 6月18日 - 浜田麻里
- 6月21日・22日・23日 - デフ・レパード
- 6月28日・29日・30日 - UNICORN
- 7月1日・2日・3日・5日・6日 - 矢沢永吉
- 7月21日・22日 - 松田聖子
- 8月16日・17日 - 東京パフォーマンスドール
- 8月26日・27日・30日 - LUNA SEA
- 9月6日・7日・9日・10日・13日・14日・27日・28日 - ホイットニー・ヒューストン
- 9月16日・17日 - スターダスト☆レビュー
- 10月9日 - ドゥービー・ブラザーズ
- 10月12日・13日・21日・22日・25日・26日・27日・31日 - エリック・クラプトン
- 10月15日・16日 - 織田裕二
- 11月1日 - access
- 11月2日 - 筋肉少女帯
- 11月8日・9日 - BUCK-TICK
- 11月10日・11日 - 稲垣潤一
- 12月1日 - Act Against AIDS '93
- 12月2日 - DIE IN CRIES
- 12月6日・7日 - ディープ・パープル
- 12月8日 - J-WALK
- 12月10日・11日 - 岡村孝子
- 12月13日 - 都はるみ
- 12月14日・15日 - カヴァーデイル・ペイジ
- 12月16日・17日 - 谷村新司
- 12月20日・21日 - 谷村有美
- 12月22日・23日・24日 - THE ALFEE
- 12月25日 - 忌野清志郎
- 12月26日・27日 - CHAGE and ASKA
- 12月28日 - access
- 12月29日 - LA-PPISCH

### 東京ドーム公演
| 日時                             | アーティスト             |
| -------------------------------- | ------------------------ |
| 1月12日・14日・15日              | ガンズ・アンド・ローゼズ |
| 6月10日・11日                    | YMO                      |
| 11月12日・14日・15日             | ポール・マッカートニー   |
| 12月2日                          | サイモン&ガーファンクル  |
| 12月9日・10日                    | U2                       |
| 12月13日・14日・16日・17日・19日 | マドンナ                 |
| 12月30日・31日                   | X JAPAN                  |

### 横浜アリーナ公演
- 1月5日・6日・7日 - 光GENJI
- 1月11日・12日 - 氷室京介
- 1月18日・19日・21日・22日 - 松任谷由実
- 1月23日・24日 - 佐野元春
- 1月28日・29日 - DREAMS COME TRUE
- 2月27日・28日 - 布袋寅泰
- 3月18日 - メタリカ
- 3月24日 - CHAGE and ASKA
- 3月29日 - エクストリーム
- 3月31日・4月1日 - 長渕剛
- 4月9日・10日 - HOUND DOG
- 4月12日 - ジェームス・ブラウン
- 4月17日・18日 - DREAMS COME TRUE
- 8月28日・29日・30日・31日 - 光GENJI
- 9月19日・20日・24日 - ホイットニー・ヒューストン
- 10月23日・30日 - エリック・クラプトン
- 11月1日・2日 - 杏里
- 12月5日 - ディープ・パープル
- 12月11日・13日・14日・25日・26日・28日・29日・31日 - サザンオールスターズ
- 12月22日・23日 - 渡辺美里
- 12月24日 - 大江千里

## 主な音楽賞
| 賞                                                     | 受賞作・受賞者 |
| ------------------------------------------------------ | --- |
| 第35回日本レコード大賞                                 | - 日本レコード大賞 - 香西かおり：『無言坂』 - アルバム大賞 - 竹内まりや：『Quiet Life』 - 最優秀歌唱賞 - 前川清：『別れ曲でも歌って』 - 最優秀新人賞 - 山根康広：『Get Along Together』 - ヒットシングル賞 - THE虎舞竜：『ロード』 - ベストソング賞 - THE BOOM：『島唄』 - 新人賞 - 国武万里：『ポケベルが鳴らなくて』、 シュー・ピンセイ：『Passing Love』 |
| 第31回ゴールデン・アロー賞                             | - 音楽賞 - 高山厳 - 新人賞（音楽） - 山根康広、国武万里、木内美歩 |
| 第26回下谷賞                                           | - 下谷賞 - 松尾善雄「グリーン・ハーモニー」 - 佳作 - 矢部政男「インスパイアー」 |
| 第26回日本有線大賞                                     | - 日本有線大賞 - 高山厳：『心凍らせて』 - 最多リクエスト歌手賞 - 高山厳：『心凍らせて』 - 最優秀新人賞 - 山根康広：『Get Along Together』 |
| 第26回全日本有線放送大賞                               | - グランプリ - 高山厳「心凍らせて」 |
| 第26回日本作詩大賞                                     | - 大賞 - 藤あや子「むらさき雨情」 |
| 第25回サントリー音楽賞                                 | - 五嶋みどり、ヴォルフガング・サヴァリッシュ |
| 第25回新宿音楽祭                                       | - 金賞 - シュー・ピンセイ、井上りつ子 |
| 第24回日本歌謡大賞（最終回）                           | - 大賞 - 堀内孝雄「影法師」 - 優秀放送音楽新人賞 - シュー・ピンセイ「パッシング・ラヴ」 |
| 第23回モービル音楽賞                                   | - 邦楽部門 - 一噌幸政 - 洋楽部門（本賞） - 和波孝禧 - 洋楽部門（奨励賞） - 仲道郁代 |
| 第21回ジロー・オペラ賞                                 | - オペラ大賞 - 直野資 - オペラ賞 - 沢畑恵美、三浦克次 - 新人賞 - 吉田美夏、星洋二 |
| 第19回歌謡ゴールデン大賞・新人グランプリ（最終回）     | - シュー・ピンセイ |
| 第18回南里文雄賞                                       | - 鈴木章治 |
| 第18回ライオンリスナーズグランプリ・FM東京最優秀新人賞 | - access、東野純直、class |
| 第17回長崎歌謡祭                                       | - グランプリ - 甲斐冴香 |
| 第14回入野賞                                           | - Claude Lenners『"ZENIT" for fl. ob. & s-sax.』 |
| 第12回メガロポリス歌謡祭                               | - 最優秀新人ダイヤモンド賞・最優秀新人賞 - シュー・ピンセイ、ギリギリガールズ |
| 第12回JASRAC賞                                         | - 金賞 - 中山美穂&WANDS「世界中の誰よりきっと」 - 銀賞 - 松任谷由実「真夏の夜の夢」 - 銅賞 - ZARD「負けないで」 - 国際賞 - 魔法のプリンセス ミンキーモモ BGM - 外国作品賞 - ANDERLECHT CHAMPION(OLE OLE OLE)(WE ARE THE CHAMP) |
| 第12回中島健蔵音楽賞                                   | - 佐藤紀雄 - アール・レスピラン |
| 第11回咲くやこの花賞 音楽部門                          | - 岡坊久美子 |
| 第10回現音作曲新人賞                                   | - Y.ヴォデニッチャロフ |
| 第7回日本ゴールドディスク大賞                          | （対象期間 1992年2月1日 - 1993年1月31日） - 邦楽 - CHAGE&ASKA - 洋楽 - マドンナ |
| 第7回TEENS' MUSIC FESTIVAL                             | - ティーンズ大賞・文部大臣奨励賞 - EX-CEED - オーディエンス大賞・あんたが大賞 - TON TON - パフォーマンス賞 - OZ - 選考員特別賞 - BRAIN、THE PETE BEST - 熱演賞 - The 水着でKiss Me - サウンド賞 - BREATH - オリジナリティー賞 - EAST SKYDOM with B-CRASH |
| 第4回朝日作曲賞 (合唱)                                 | - 入賞 - 山口哲人「火」 - 入賞 - 松崎泰治「走る子供」 - 佳作 - 矢内弘子「蛇祭り行進」 |
| 第4回朝日作曲賞 (吹奏楽)                               | - 川崎美保「パルス・モーションII」 |
| 第4回出光音楽賞                                        | - 菅英三子、須川展也、長木誠司、戸田弥生 |
| 第4回日本製鉄音楽賞                                    | - フレッシュアーティスト賞 - 田部京子 - 特別賞 - 森島英子 |
| 第4回BSヤングバトル                                    | - グランプリ - BE-ROCK |
| 第3回芥川作曲賞                                        | - 猿谷紀郎『Fiber of the Breath（息の綾）』 - 菊池幸夫『ピアノと管弦楽のための“曜変”』 |
| 第3回秋吉台国際作曲賞                                  | - 三浦則子 |
| 第3回NHK新人歌謡コンテスト                             | - グランプリ - 井上りつ子 |
| 第1回渡邉暁雄音楽基金                                  | - 音楽賞 - 大野和士 |

## デビュー

### 1月
- 1日 - YOU THE ROCK & DJ BEN「TIGHT BUT FAT」
- 21日 - 高橋則子「いつか好きだと言って」
- 21日 - 土井晴人「君に今見てほしい」
- 21日 - ねずみっ子クラブ「ねずみ算がわかりません」
- 21日 - 山根康広「Get Along Together」

### 2月
- 1日 - 谷口宗一「風吹く丘」
- 3日 - 稲垣吾郎「If You Give Your Heart」（ソロデビュー）
- 3日 - 宇田川都「おもいで酒場」
- 17日 - BAAD「どんな時でもHold Me Tight」
- 21日 - 古内東子「はやくいそいで」
- 24日 - 西田智美「Best Friend」
- 24日 - 持田真樹「そのままでいいわ～フィールドの砂～」
- 25日 - 近藤名奈「こんな日は早起きしてあなたに会いたい/明日のドア」
- 25日 - 高橋克典「抱きしめたい」
- 25日 - trf「GOING 2 DANCE/OPEN YOUR MIND」

### 3月
- 1日 - S.O.B「Gate of Doom」
- 3日 - 麻倉晶「ベイビーリップス」（再デビュー）
- 5日 - 原田龍二「Good-bye My Generation」
- 10日 - DEEN「このまま君だけを奪い去りたい」
- 21日 - 石田燿子「乙女のポリシー/好きと言って」
- 21日 - 大空亜由美「演歌寿し」
- 21日 - THE BRICK'S TONE「JACK IN THE BOX」
- 24日 - 葛城哲哉「Bird In The Rain」
- 24日 - シュー・ピンセイ「Passing Love」
- 25日 - 近藤千裕「別れのこよみ」
- 25日 - ブリッジ「SPRING HILL FAIR」

### 4月
- 1日 - 東野純直「君とピアノと」
- 1日 - Gargoyle「タントラ・マントラ」
- 1日 - DORA「いつまでもそばにいて」
- 7日 - ICE「ICE」
- 10日 - 染谷俊「崖っぷちの少年」
- 14日 - WENDY「笑顔のかぎり」
- 14日 - REV「甘いKiss Kiss」
- 21日 - 内田忍「心から幸せに」
- 21日 - ウルトラス・ニッポン「CAMPIONE NIPPON」
- 21日 - EL-MALO「DAGGER TO FOOL」
- 21日 - class「夏の日の1993」
- 21日 - 酒井美紀「永遠に好きと言えない」
- 21日 - 篠原美也子「ひとり」
- 21日 - 関谷真美「笑顔～離れていても～」
- 21日 - 中田健一「掠奪・VENUS」
- 21日 - ONE NIGHT STANDS「Tokyo Rain Train Blues」
- 25日 - RHYMESTER「俺に言わせりゃ」（インディーズデビュー）
- 25日 - CRIPTON「Jewelry Box」
- 25日 - 佐藤学「卒業」
- 25日 - PLANET EARTH「Dear My Friend」
- 28日 - 松本梨香「CLUSTER」
- 29日 - 電波子「駈けていく少女」

### 5月
- 3日 - ウータン・クラン「Protect Ya Neck」
- 19日 - ZYYG「君が欲しくてたまらない」
- 19日 - 水野松也「どこかで君の声が聴こえてくる」
- 21日 - 片岡大志「がっかりするなよ」「知らない所からこんにちは」
- 21日 - système-d（西川一郎・杉山洋介）「ダイヤルDを廻せ!」
- 21日 - 田中友紀子「スコールが来るわ」
- 21日 - 西脇唯「7月の雨なら」

### 6月
- 9日 - GEARS「くちびる」
- 10日 - media youth「SONG FOR SCAR PEOPLE」
- 16日 - BLOW「少年の翼」
- 18日 - 河井英里「シャ・リオン」
- 18日 - MONDO GROSSO「MONDO GROSSO」
- 21日 - 柿島伸次「名前のついていない場所へ」
- 21日 - 福岡ユタカ「YEN」（ソロデビュー）
- 23日 - 安達祐実「GOOD NIGHT/REX 恐竜物語」
- 23日 - SO-Fi「メとメで伝心」
- 23日 - BLUE BOY「小さな恋」
- 23日 - 山口リエ「ピュア」
- 25日 - 小林登美子「ささやかな奇跡」
- 25日 - United Future Organization「UNITED FUTURE ORGANIZATION」

### 7月
- 1日 - Dub Master X「Side Job」
- 1日 - BOY-KEN「ちょっとまった」
- 5日 - hide「EYES LOVE YOU」「50%&50%」（X JAPANメンバー、ソロデビュー）
- 15日 - のはらしんのすけ「オラはにんきもの」
- 21日 - 飯島愛「ナイショ DE アイ!アイ!」
- 21日 - エース清水「TIME AXIS」（ソロデビュー）
- 21日 - 小沢健二「天気読み」（ソロデビュー）
- 21日 - KONTA「Mars/怒ってみろ」（ソロデビュー）
- 21日 - 柴田由紀子「明日への手紙」
- 21日 - 夏木綾子「浪花の母」
- 21日 - BROSS「あなたに逢いに行かなくちゃ」
- 21日 - LUV MASTER X（藤原ヒロシ・Dub Master X）「LMX #1」
- 24日 - THE GROOVERS「Top Of The Parade」（再デビュー）
- 25日 - 菅野よう子「光栄ゲームミュージック・ワークス～菅野よう子コレクション」
- 25日 - See-Saw「Swimmer」
- 25日 - STOIC-MODE「スティル…」
- 28日 - SPLASH「アイデンティティ」
- 28日 - 樋口了一「いまでも」
- 28日 - VOICE「24時間の神話」

### 8月
- 1日 - 大神いずみ「今でも…今なら…」
- 1日 - COCOBAT「STRUGGLE OF APHRODITE」
- 1日 - SILENT POETS「POTENTIAL MEETING」
- 3日 - シェリル・クロウ「チューズデイ・ナイト・ミュージック・クラブ」
- 4日 - 宇徳敬子「あなたの夢の中 そっと忍び込みたい」（ソロデビュー）
- 4日 - LEON「湘南メモリー」
- 11日 - DELTA「SHINING WIND」
- 18日 - 森下由実子「Tears」（再デビュー）
- 21日 - 奥井雅美「誰よりもずっと…」
- 21日 - 区麗情「ドキュメンタリーフィルムみたい」
- 25日 - 斉藤和義「僕の見たビートルズはTVの中」
- 25日 - 電撃ネットワーク「富山米」
- 25日 - 松田樹利亜「抱きしめても止まらない」（ソロデビュー）
- 25日 - 三森愛子「Don't let me down」

### 9月
- 1日 - Cornelius「THE SUN IS MY ENEMY」
- 1日 - Spiral Life「Another Day, Another Night」「Further Along」
- 17日 - 長沢有起「はじまりのkissをして」「kiss and make up」
- 22日 - KaNNa「世界中のうわさになりたい」
- 22日 - JUDY AND MARY「POWER OF LOVE」
- 22日 - 室井憲一「空っぽな夜の中で」「風に向かって」
- 23日 - ディアマンテス「沖繩ミ・アモール」
- 26日 - 中山秀征「はじけて流れた星屑みたいに」（再デビュー）

### 10月
- 1日 - TEARS「眩しいほど綺麗になったね」
- 6日 - 白鳥由里「銀河☆ロマンス」
- 13日 - 大竹吉住「誰よりも君を愛している」
- 15日 - インスタントシトロン「BABY YOU'RE LOVE」（インディーズデビュー）
- 20日 - NoB「いつだって逢いたい」（ソロデビュー）
- 21日 - GAUCH!「ベティ・ハドソンに捧ぐ」「GAUCH!」
- 21日 - ささのみちる「彼女といたい!」（ソロデビュー）
- 21日 - 東京YANKEES「GHOSTRIDER」
- 21日 - 西尾夕紀「海峡恋歌」
- 21日 - Pas de Chat「ずうっと」
- 21日 - 山崎孝「ハルカ」
- 25日 - 宇井かおり「Just You and I」
- 25日 - GOLD WAX「きみはちょうどいい」
- 27日 - 坂井真紀「太陽が教えてくれる」
- 27日 - b-flower「World's End Laundry〜メルカトルのための11行詩〜」

### 11月
- 1日 - Spiritual Vibes「SPIRITUAL VIBES」
- 1日 - ソウル・フラワー・ユニオン「カムイ・イピリマ」
- 1日 - ブカブカ「悲しみのゴジラ」
- 3日 - AMBIENCE「最後の約束 -See you again-」
- 3日 - 保坂尚輝「Dreaming Christmas」
- 5日 - 持田かおり「もう一度」（ソロデビュー）
- 8日 - 井上武英「君と僕の愛の歌は」
- 10日 - TPD DASH!!(TPD'(dash))「DASH!!」
- 17日 - 寺岡呼人「revolution」（ソロデビュー）
- 19日 - ELE「私に翼があれば」
- 19日 - 高橋ひろ「いつも上機嫌」「君じゃなけりゃ意味ないね」（ソロデビュー）
- 21日 - 石井裕樹「EGOISTE」
- 21日 - m.c.A・T「Bomb A Head!」（再デビュー）
- 21日 - JACK KNIFE「STREET WISE」
- 21日 - 浪花男「銭ーっ。」
- 24日 - 市原真紀「恋の戦略」
- 25日 - INVOICE「文明の街」
- 25日 - 國府田マリ子「KISS」
- 26日 - Cublic「そばにいて」
- 28日 - 奥井亜紀「銀のスプーンで」

### 12月
- 1日 - 錦織健「錦織健コレクション～星は光りぬ～」「錦織健コレクション～ボラーレ～」
- 1日 - ブラザー・コーン「MIRAKLE」（ソロデビュー）
- 3日 - 中谷美紀「あなたがわからない」（ソロデビュー）
- 15日 - 中原薫「街中の素敵 みんな着飾って」
- 16日 - HIKAGE「CANCER」（ソロデビュー）
- 21日 - 五十嵐一生「Deep Blue Rain」
- 21日 - 城戸夕果「XU XU」

## 結成

### 日本
- アイタカ
- 赤犬
- アップル&ペアーズ（ - 2000年）
- angela
- エスカレーターズ（ - 1998年）
- エレキハチマキ（ - 2001年、2018年 - ）
- OYSTARS（ - 2001年）
- 王様と下僕
- オーケストラ・ダスビダーニャ
- 大阪パフォーマンスドール（ - 1997年）
- オレンジズ
- CASCADE（ - 2002年、2009年 - ）
- cali≠gari（ - 2003年、2009年 - ）
- GEARS（ - 1995年）
- KinKi Kids
- キングギドラ
- class（ - 1996年、2003年 - 2009年）
- Groovy Boyfriends（ - 1999年）
- GRAPEVINE
- ケツメイシ
- CALL（ - 1997年、2018年 - ）
- コジマ・ムジカ・コレギア
- GOMES THE HITMAN
- SURFACE（ - 2010年、2018年 - ）
- ザ・たこさん
- THE HONG KONG KNIFE/ザ・ホンコンナイフ（ - 2002年）
- ZYYG（ - 1999年、2019年 - ）
- See-Saw（ - 1995年、2001年 - 2006年）
- SHAKKAZOMBIE
- SHAZNA（ - 2000年、2006年 - 2009年、2017年 - ）
- シャドウ（ - ?）
- SHOW-SKA
- ZNX（ - 1995年）
- Switch Style（ - 2001年）
- SAY・S
- セロファン（ - 2006年）
- ソウル・フラワー・ユニオン
- Double Famous（ - 2014年?）
- タンツムジーク（ - 1998年?）
- CHAINS
- Dear（ - 2001年）
- Der Eisenrost（ - 2017年）
- DEEN
- DRUM TAO
- Trio The Clock（ - 1998年、2008年 - ?）
- なにわコラリアーズ
- NIRGILIS（ - 2014年、2021年 - ）
- ヌンチャク（ - 1998年）
- パーキッツ（ - 2011年）
- パーシャクラブ
- Birthday Suit（ - 2000年）
- HI-TIMEZ
- Buffalo Daughter
- BANANA SHAKES
- B☆KOOL（ - 1998年）
- BEAT KIDS（ - 2000年）
- 広島ウインドオーケストラ
- FEEL SO BAD（ - 2001年、2005年 - 2008年、2016年 - 2019年）
- Plastic Tree
- BLACK BOTTOM BRASS BAND
- ブランニュー・オメガトライブ（ - 1994年）
- ブリーフ&トランクス（ - 2000年、2012年 - ）
- BLOW（ - 2000年）
- PROJECT MOONLIGHT CAFE（ - 1994年?）
- B-univ（ - 1995年）
- VOICE
- ヴォーグ（ - 1998年）
- VOLCANO
- Melt-Banana
- Melody（ - 1997年）
- MOMO（ - 1994年）
- 倭 -YAMATO
- ラッパ我リヤ（ - 2009年、2015年 - ）
- Laputa（ - 2004年）
- 龍谷大学交響楽団
- ROUAGE（ - 2001年）
- ロイヤルチェンバーオーケストラ
- WILD STYLE（ - 1997年）

### 海外
- アーソニスツ
- アーテンション（ - 2005年、2016年 - ）
- アット・ザ・ドライヴイン（ - 2001年、2016年 - 2018年）
- アポカリプティカ
- ウルセイ・ヤツラ（ - 2001年）
- オール・セインツ（ - 2001年、2006年 - 2008年、2013年 - ）
- オールド97'S
- カリビアン・ジャズ・プロジェクト（ - 2008年）
- キープ・オヴ・カレシン（ - 2000年、2005年 - ）
- クリスティ・フロント・ドライヴ（ - 1997年）
- クリフハンガー（ - 2001年、2011年 - 2013年）
- コール・チェンバー（ - 2003年、2011年 - 2016年、2022年 - ）
- コラソン・セラノ
- コルピクラーニ
- ザ・コヴナント
- ザ・プレジデンツ・オブ・ザ・ユナイテッド・ステイツ・オブ・アメリカ（ - 1998年、2002年 - 2015年）
- ザ・マルティニス
- サード・アイ・ブラインド
- サヴェージ・ガーデン（ - 2001年）
- 賛美の泉
- シアター・オヴ・トラジディー（ - 2010年）
- ジュラシック5（ - 2007年、2013年 - ）
- スーパー・ファーリー・アニマルズ（ - 2010年、2015年 - 2016年）
- ストーン・メタル・ファイア（ - 1995年、2005年 - ）
- スピリチュアル・ベガーズ
- スプレンドラ（ - 2002年）
- Solid（ - 1997年、2018年 - ）
- ダーク・フューネラル
- タヒチ80
- ダフト・パンク（ - 2021年）
- チェコ・ナショナル交響楽団
- チルドレン・オブ・ボドム（ - 2019年）
- ディム・ボルギル
- DEUX（ - 1995年）
- ナイル
- ハイデルベルク交響楽団
- バックストリート・ボーイズ
- パパ・ローチ
- バルサゴス
- ハンマーフォール
- BBM（ - 1994年）
- ピジョンヘッド（ - 1997年）
- ビルケント交響楽団
- プット
- ブラウン・プライド（ - 1998年）
- ブラック・グレープ（ - 1998年、2015年 - ）
- フューネラル・ミスト
- ヴェルーカ・ソルト
- ボア
- ボーイズ・ライフ（ - 1997年）
- マウス・オン・マーズ
- マニック・エデン（ - 1994年）
- ミラノ・ジュゼッペ・ヴェルディ交響楽団
- ライトハウス・ファミリー（ - 2003年、2010年 - 2011年、2019年 - 2022年）
- ラプソディー・オブ・ファイア
- ラン・オン（ - 1998年）
- ロケット・サイエンティスツ

## 解散・活動休止
- 3月16日 - Luis-Mary
- 3月24日 - De-LAX（1998年再結成）
- 5月 - エコー&ザ・バニーメン（1996年再結成）
- 6月30日 - 男闘呼組（2022年再始動）
- 7月 - KOZIMA
- 7月 - JACKS'N'JOKER
- 9月21日 - UNICORN
- 9月25日 - STRAWBERRY FIELDS
- 9月 - メスカリン・ドライヴ

### 年内
- ウィグワム (バンド)（1999年再結成）
- ウィルソン・フィリップス（2004年再結成）
- エクソダス（1997年再結成）
- S.S.T.BAND（2011年再結成）
- カステラ
- カダヴァー（1999年再結成）
- ザ・クロス
- ゴッド・ディスローンド（1996年再結成）
- こんぺいとう
- サード・イアー・バンド
- ザ・スターリン
- ザ・シャムロック
- ストライパー（2003年再始動）
- セルティック・フロスト（2001年再結成）
- SOY SAUCE SONIX
- トライアンフ（2008年活動再開）
- ニューエスト・モデル
- ネイキッド・シティ
- ヴァイオレンス（2001年活動再開）
- ハナ肇とクレージーキャッツ
- THE BARRETT
- B.B.クィーンズ（2011年再始動）
- ピクシーズ（2004年再結成）
- FAIRCHILD
- ポゼスト（2007年再結成）
- Mi-Ke

## 再結成
- アレア
- イエロー・マジック・オーケストラ（1年のみ）
- 奇形児
- サイモン&ガーファンクル（限定）
- スティーリー・ダン
- レインボー

## 誕生
出身地または国籍が日本である人物の国名表記は省略。
- 1月4日 - 衛藤美彩（大分県、歌手・モデル・女優、乃木坂46およびCHIMOの元メンバー）
- 1月7日 - 中務裕太（大阪府、ダンサー、GENERATIONS from EXILE TRIBE）
- 1月12日 - 光井愛佳（滋賀県、歌手、元モーニング娘。）
- 1月13日 - 三澤紗千香（山梨県、歌手・声優）
- 1月14日 - 佐藤千明（東京都、歌手、元赤い公園）
- 1月18日 - 惣田紗莉渚（埼玉県、歌手、元SKE48）
- 1月19日 - 永野愛理 (宮城県、声優・歌手、元Wake_Up,_Girls!)
- 1月20日 - 須田景凪（歌手）
- 1月29日 - きゃりーぱみゅぱみゅ（東京都、歌手・モデル）
- 1月30日 - 茂家瑞季（東京都、歌手）
- 2月5日 - Rei（兵庫県、歌手）
- 2月7日 - YOHKO（奈良県、歌手）
- 2月8日 - 水野絵梨奈（東京都、女優・ダンサー、FlowerおよびE-girlsの元メンバー）
- 2月20日 - 橋本奈々未（北海道、元歌手・モデル・女優、元乃木坂46）
- 2月21日 - 菅田将暉（大阪府、俳優・歌手）
- 2月24日 - さとみ（歌手、すとぷり）
- 2月28日 - 小林聡里（長野県、歌手、元THE NAMPA BOYS）
- 3月15日 - 岡田ロビン翔子（ アメリカ合衆国、歌手、元チャオ ベッラ チンクエッティ）
- 3月21日 - TORIENA（北海道、歌手）
- 3月25日 - 宮舘涼太（東京都、歌手・俳優、Snow Man）
- 3月25日 - 渡井翔汰（千葉県、歌手、Halo at 四畳半）
- 3月30日 - 96猫（大阪府、歌手、CLΦSH）
- 4月1日 - 岡本圭人（東京都、歌手・俳優、元Hey! Say! JUMP）
- 4月8日 - 吉井香奈恵（大阪府、歌手、9nine）
- 4月9日 - もも（神奈川県、歌手、チャラン・ポ・ランタン）
- 4月15日 - 安田レイ（ アメリカ合衆国、歌手、元気ロケッツ）
- 4月15日 - 桜木せいら（福岡県、元歌手）
- 5月1日 - 金澤有希（北海道、歌手、SUPER☆GiRLSおよびGEM・AKB48の元メンバー）
- 5月8日 - Miyuu（大阪府、歌手）
- 5月9日 - 山田涼介（東京都、歌手・俳優、Hey! Say! JUMP、元NYC）
- 5月14日 - MONJOE（東京都、歌手、DATS）
- 5月15日 - 尾崎由香（東京都、声優・歌手）
- 5月16日 - IU（ 韓国、歌手）
- 5月16日 - 寺田真奈美（滋賀県、歌手、alom）
- 5月17日 - 岩本照（埼玉県、歌手・俳優、Snow Man）
- 5月25日 - 堀江瞬（大阪府、声優・歌手、SparQlew）
- 5月26日 - 伊藤かりん（神奈川県、歌手、元乃木坂46）
- 6月4日 - 下地紫野（沖縄県、声優・歌手）
- 6月12日 - 後藤夕貴（神奈川県、歌手、元チャオ ベッラ チンクエッティ）
- 6月14日 - 南波志帆（福岡県、歌手）
- 6月21日 - 高城れに（神奈川県、歌手・女優、ももいろクローバーZ）
- 6月26日 - アリアナ・グランデ（ アメリカ合衆国、歌手）
- 7月1日 - 神山智洋（兵庫県、歌手・俳優、WEST.）
- 7月2日 - 岸洋佑（神奈川県、歌手・俳優）
- 7月9日 - ayami（岐阜県、歌手）
- 7月13日 - のん（兵庫県、女優・歌手）
- 7月14日 - 山本彩（大阪府、シンガーソングライター・ギタリスト、NMB48およびAKB48・MAD CATZの元メンバー、NMB48初代キャプテン）
- 7月15日 - 橋本良亮（千葉県、歌手・俳優、A.B.C-Z）
- 7月19日 - いであやか（宮崎県、歌手）
- 7月20日 - 斉藤優里（東京都、歌手、元乃木坂46）
- 7月23日 - luz（福井県、歌手、Royal Scandal）
- 8月2日 - 橋本学（東京都、歌手、ハルカミライ）
- 8月3日 - 熊井友理奈（神奈川県、歌手、Berryz工房）
- 8月4日 - 白濱亜嵐（愛媛県、ダンサー・俳優・DJ、GENERATIONS from EXILE TRIBEおよびEXILEのメンバー）
- 8月6日 - 石原夏織（千葉県、歌手・声優、ゆいかおり、元StylipS）
- 8月10日 - 中島裕翔（東京都、歌手・俳優、Hey! Say! JUMP）
- 8月11日 - 澁谷梓希（埼玉県、声優・歌手、元i☆Ris）
- 8月11日 - アリソン・ストーナー（ アメリカ合衆国、歌手）
- 8月16日 - 藤井流星（大阪府、歌手・俳優、WEST.）
- 8月20日 - 秋元真夏（埼玉県、歌手、元乃木坂46、乃木坂462代目キャプテン）
- 8月27日 - 温詞（愛知県、歌手、センチミリメンタル）
- 8月28日 - 山崎あおい（北海道、歌手）
- 8月28日 - 雨宮天（東京都、声優・歌手、TrySail）
- 9月16日 - 黒魔（青森県、ミュージシャン）
- 9月19日 - 渡辺美優紀（奈良県、歌手、NMB48およびAKB48・SKE48・Ange et Follettaの元メンバー）
- 9月25日 - 高槻かなこ（兵庫県、声優・歌手、AqoursおよびBlooDyeのメンバー）
- 10月5日 - 井口理（長野県、歌手、King Gnu）
- 10月12日 - 森咲樹（静岡県、歌手、アップアップガールズ（仮））
- 10月23日 - 上村祐翔（埼玉県、声優・歌手、SparQlew）
- 11月6日 - 健人（大阪府、俳優・歌手、TFG）
- 11月9日 - Reol（長野県、歌手、REOL）
- 11月10日 - 田所あずさ（茨城県、声優・歌手、BEST FRIENDS!）
- 11月18日 - 田口達也（岐阜県、ギタリスト、Non Stop Rabbit）
- 11月27日 - 阿部亮平（千葉県、歌手・俳優、Snow Man）
- 11月29日 - 北原沙弥香（埼玉県、歌手・声優）
- 11月30日 - 知念侑李（静岡県、歌手・俳優、Hey! Say! JUMP、元NYC）
- 12月3日 - 安月名莉子（埼玉県、歌手）
- 12月6日 - 高野祐衣（大阪府、歌手・タレント、NMB48および吉本坂46の元メンバー）
- 12月13日 - 川上ジュリア（北海道、歌手）
- 12月14日 - 保住有哉（福島県、声優・歌手、SparQlew）
- 12月16日 - 冨塚大地（千葉県、歌手、BOYS END SWING GIRL）
- 12月21日 - しゃけみー（歌手、しゃけぷすたん）
- 12月23日 - 小松準弥（宮城県、俳優・歌手）
- 12月24日 - 片桐航（歌手、Lenny code fiction）
- 12月28日 - 新川優愛（埼玉県、女優・歌手）
- 月日不明 - CHICO CARLITO（沖縄県、ラッパー）
- 月日不明 - KID FRESINO（埼玉県、ラッパー、Fla$hBackS）

## 死去
- 1月4日 - 桂春蝶 (2代目)（大阪府、落語家、*1941年）
- 1月6日 - ディジー・ガレスピー（ アメリカ合衆国、ジャズミュージシャン、*1917年）
- 1月13日 - カマルゴ・グアルニエリ（ ブラジル、作曲家、*1907年）
- 1月15日 - サミー・カーン（ アメリカ合衆国、作詞家、*1913年）
- 1月22日 - エーリク・タヴァッシェルナ（ フィンランド、音楽学者・ピアニスト、*1916年）
- 1月26日 - ドナルド・L・フィリッパイ（翻訳家・音楽家、*1930年）
- 1月27日 - 奥田良三（北海道、テノール歌手、*1903年）
- 1月30日 - 服部良一（大阪府、作曲家、*1907年）
- 2月2日 - アレクサンダー・シュナイダー（ リトアニア、ヴァイオリニスト、*1908年）
- 2月2日 - ジーノ・ベーキ（ イタリア、バリトン歌手、*1913年）
- 2月3日 - カレル・フイヴェールツ（ ベルギー、作曲家、*1923年）
- 2月15日 - ジョージ・ウォーリントン（ イタリア、ピアニスト、*1924年）
- 2月20日 - 平原寿恵子（東京府、声楽家、*1907年）
- 2月25日 - エディ・コンスタンティーヌ（ アメリカ合衆国、俳優・歌手、*1917年）
- 2月26日 - ピーナ・カルミレッリ（ イタリア、ヴァイオリニスト、*1914年）
- 3月1日 - ユリアン・フォン・カーロイ（ ハンガリー、ピアニスト、*1914年）
- 3月3日 - ハーパー・ゴフ（ アメリカ合衆国、芸術家・バンジョー奏者・俳優、*1911年）
- 3月6日 - ヴァルター・ガイザー（ スイス、作曲家、*1897年）
- 3月8日 - ビリー・エクスタイン（ アメリカ合衆国、歌手、*1914年）
- 3月11日 - ヘスース・バル・イ・ガイ（ スペイン、作曲家、*1905年）
- 3月12日 - ジューン・ヴァリ（ アメリカ合衆国、歌手、*1928年）
- 3月22日 - フィア・ベルクハウト（ オランダ、ハープ奏者、*1909年）
- 3月23日 - 友竹正則（広島県、声楽家・詩人、*1931年）
- 3月27日 - クリフォード・ジョーダン（ アメリカ合衆国、サクソフォーン奏者、*1931年）
- 3月28日 - イタロ・ターヨ（ イタリア、バス歌手、*1915年）
- 3月31日 - ニカノール・サバレタ（ スペイン、ハープ奏者、*1907年）
- 3月31日 - ミッチェル・パリッシュ（ ロシア帝国、作詞家、*1900年）
- 4月8日 - マリアン・アンダーソン（ アメリカ合衆国、歌手、*1897年）
- 4月12日 - 門井八郎（茨城県、作詞家、*1913年）
- 4月15日 - リュセット・デカーヴ（ フランス、ピアニスト、*1906年）
- 4月16日 - ヨーゼフ・グラインドル（ ドイツ、バス歌手、*1912年）
- 4月19日 - ブラス・ガリンド（ メキシコ、指揮者、*1910年）
- 4月23日 - ダニエル・ジョーンズ（ イギリス、作曲家、*1912年）
- 4月25日 - アンリ・レネ（ アメリカ合衆国、音楽プロデューサー・指揮者、*1906年）
- 4月29日 - ミック・ロンソン（ イギリス、ロックギタリスト、*1946年）
- 5月5日 - ヴィタリー・ブヤノフスキー（ ソビエト連邦、ホルン奏者、*1928年）
- 5月22日 - ミェチスワフ・ホルショフスキ（ オーストリア＝ハンガリー帝国、ピアノ奏者、*1892年）
- 5月26日 - コル・デ・フロート（ オランダ、ピアニスト、*1914年）
- 5月30日 - サン・ラ（ アメリカ合衆国、作曲家・詩人・思想家、*1914年）
- 6月6日 - ブレントン・ラングバイン（ オーストラリア、ヴァイオリニスト、*1928年）
- 6月9日 - アーサー・アレキサンダー（ アメリカ合衆国、歌手、*1940年）
- 6月9日 - 原孝太郎（山口県、ミュージシャン、原孝太郎と東京六重奏団、*生年不明）
- 6月10日 - アーリーン・オジェー（ アメリカ合衆国、ソプラノ歌手、*1939年）
- 6月10日 - 猪俣公章（福島県、作詞家・作曲家、*1938年）
- 6月13日 - マルク・パヴェルマン（ ロシア、指揮者、*1907年）
- 6月14日 - 朝吹英一（東京都、演奏家、*1909年）
- 6月25日 - 市川好郎（東京都、俳優・歌手、*1948年）
- 6月28日 - GGアリン（ アメリカ合衆国、パンクロックシンガー、*1956年）
- 6月28日 - ボリス・クリストフ（ ブルガリア、バス歌手、*1914年）
- 6月29日 - エクトル・ラボー（ プエルトリコ、歌手、*1946年）
- 6月30日 - ウォン・カークイ（ 香港、ロックミュージシャン、*1962年）
- 7月11日 - アレクセイ・コンスタンチノヴィッチ・レベデフ（ ロシア、チューバ奏者、*1924年）
- 7月12日 - ジョン・ジェンキンス（ アメリカ合衆国、サクソフォーン奏者、*1931年）
- 7月12日 - ハンス・ツァノテルリ（ ドイツ、指揮者、*1927年）
- 7月14日 - レオ・フェレ（ フランス、作曲家、*1916年）
- 7月15日 - ライムント・ハヴニス（ ドイツ、ピアニスト、*1947年）
- 7月19日 - シモン・ゴールドベルク（ ポーランド、ヴァイオリニスト、*1909年）
- 7月19日 - ジョン・カイパース（ オランダ、指揮者、*1900年）
- 7月21日 - パウル・ミュラー＝チューリッヒ（ スイス、作曲家、*1898年）
- 7月21日 - リチャード・ティー（ アメリカ合衆国、ピアニスト・キーボーディスト、*1943年）
- 7月25日 - 知名定繁（沖縄県、歌手、*1916年）
- 7月29日 - アナトリー・ヴェデルニコフ（ ロシア、ピアニスト、*1920年）
- 8月2日 - ユーリイ・レヴィチン（ ウクライナ、作曲家、*1912年）
- 8月4日 - ケニー・ドリュー（ アメリカ合衆国、ピアニスト、*1928年）
- 8月5日 - エウゲン・スホニュ（ オーストリア＝ハンガリー帝国、作曲家、*1908年）
- 8月7日 - ロイ・バッド（ イギリス、ジャズピアニスト、*1947年）
- 8月10日 - ユーロニモス（ ノルウェー、ヘヴィメタルミュージシャン、*1968年）
- 8月14日 - ホセ・バッソ（ アルゼンチン、ピアニスト、*1919年）
- 8月21日 - タティアナ・トロヤノス（ アメリカ合衆国、メゾソプラノ歌手、*1938年）
- 8月21日 - 藤山一郎（東京都、歌手、*1911年）
- 8月28日 - エレナ・シニツィナ（ ロシア、ハープ奏者、*1906年）
- 9月1日 - ミクローシュ・エルデーイ（ハンガリー、指揮者、*1928年）
- 9月2日 - アントーニオ・バルボーザ（ ブラジル、ピアニスト、*1943年）
- 9月5日 - ヴィルジリオ・モルターリ（ イタリア、作曲家、*1902年）
- 9月7日 - ウィリアム・ギロック（ アメリカ合衆国、作曲家、*1917年）
- 9月10日 - ハナ肇（東京都、ドラマー、コメディアン、俳優、ハナ肇とクレージーキャッツ*1930年）
- 9月11日 - エーリヒ・ラインスドルフ（ オーストリア、指揮者、*1912年）
- 9月16日 - フランティシェク・イーレク（ チェコ、指揮者、*1913年）
- 9月19日 - ミハーイ・アンドラーシュ（ ハンガリー、作曲家、*1917年）
- 9月22日 - モーリス・アブラヴァネル（ スイス、指揮者、*1903年）
- 9月23日 - J.R.モンテローズ（ アメリカ合衆国、サクソフォーン奏者、*1927年）
- 9月30日 - 永田貞雄（佐賀県、興行師・浪曲師、*1904年）
- 10月8日 - モーリー・オロデンカー（ アメリカ合衆国、ジャーナリスト・音楽評論家、*1908年）
- 10月10日 - カトリーヌ・コラール（ フランス、ピアニスト、*1947年）
- 10月12日 - 井田誠一（東京都、作詞家、*1908年）
- 10月22日 - エバリスト・フェルナンデス・ブランコ（ スペイン、作曲家、*1902年）
- 10月25日 - ダニー・チャン（ 香港、歌手・俳優、*1958年）
- 10月26日 - ハロルド・ローム（ アメリカ合衆国、作曲家、*1908年）
- 10月28日 - アハメッド・ワハビー（ フランス、歌手、*1921年）
- 10月28日 - ペーテル・リリェ（ エストニア、指揮者、*1950年）
- 11月9日 - スタンリー・マイヤーズ（ イギリス、作曲家、*1930年）
- 11月12日 - ルイス・ヘンリック・ポンジェッター（ 南アフリカ共和国、ダンサー、ジンギスカン、*1951年）
- 11月13日 - タチアナ・ニコラーエワ（ ロシア、ピアニスト、*1924年）
- 11月15日 - ジェス・トーマス（ アメリカ合衆国、テノール歌手、*1927年）
- 11月16日 - ルチア・ポップ（ スロバキア、ソプラノ歌手、*1939年）
- 11月24日 - アルバート・コリンズ（ アメリカ合衆国、ギタリスト、*1932年）
- 11月25日 - 芳村五郎治 (2代目)（愛知県、長唄唄方、*1901年）
- 11月27日 - ジャン＝クロード・アルトマン（ フランス、指揮者、*1929年）
- 12月1日 - 益田喜頓（北海道、俳優・歌手、*1909年）
- 12月4日 - フランク・ザッパ（ アメリカ合衆国、ロックミュージシャン、*1940年）
- 12月5日 - 原田甫（北海道、作曲家、*1930年）
- 12月14日 - ハンス＝ゲオルク・ブルクハルト（ ドイツ、作曲家、*1909年）
- 12月16日 - 萩原四朗（奈良県、作詞家、*1906年）
- 12月18日 - エマヌエル・アミラン（ ポーランド、作曲家、*1909年）
- 12月19日 - マイケル・クラーク（ アメリカ合衆国、ミュージシャン、バーズ、*1946年）
- 12月21日 - イワン・コズロフスキー（ ロシア帝国、声楽家、*1900年）
- 12月23日 - チューチョ・ナバロ（ アメリカ合衆国、歌手、ロス・パンチョス、*1913年）
- 12月24日 - 宮下秀冽（群馬県、箏曲家、*1909年）
- 12月25日 - アン・ロネル（ アメリカ合衆国、作曲家、*1905年）

月日不明
- 伊藤昇（長野県、作曲家、*1903年）
- 熊田為宏（福島県、フルート奏者、*1913年）